# Dan Pagis

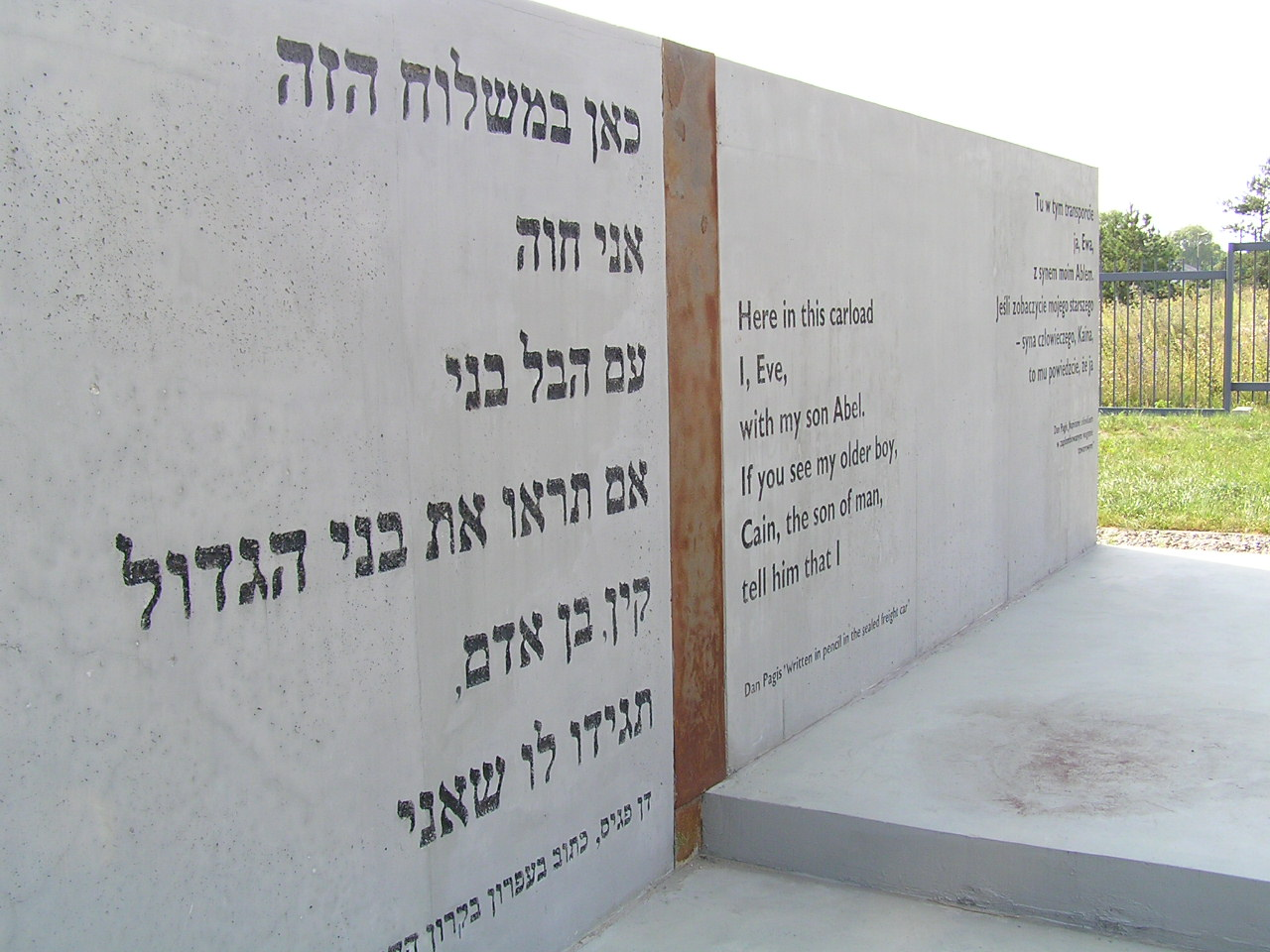
El poema de Dan Pagis «Escrito a lápiz en el vagón sellado»

Dan Pagis (en hebreo : דן פגיס) (Rădăuţi,  16 de octubre de 1930 - Jerusalén, 29 de julio de 1986) era un poeta israelí en hebreo, figura de la literatura israelí y autor de estudios sobre poesía judía profana en la España medieval.
Dan Pagis nació en Radautz en Bucovina, actual Rumanía, en una familia judía de cultura alemana.  Cuando tenía cuatro años murió su madre y el padre, con la intención de preparar el traslado de la familia a Palestina, lo dejó en Europa con sus abuelos. Sobre la trágica muerte materna, Dan Pagis escribió muchos años después el poema Ein Leben. El padre volvió temporalmente en 1939, pero declinó llevarse al niño a Tel Aviv, según explicó su esposa Ada Pagis en una biografía, porque los abuelos creían que Rădăuţi y era un lugar más seguro que Oriente Medio y porque nadie creía entonces que un hombre solo pudiera educar un niño. 
Dan fue deportado a los 11 años a un campo de concentración de Transnistria, en Ucrania, de donde se escapó en 1944. Llegó al Mandato británico de Palestina en 1946 y trabajó como maestro en el  kibutz Merhavia antes de licenciarse en literatura hebrea medieval en la Universidad Hebrea de Jerusalén donde más tarde sería profesor. Murió de cáncer el 29 de julio de 1986.